# Tir
Tír ali tírnica je v fiziki pot, ki jo opravi telo pri svojem gibanju. Če je tir premica, je gibanje premo, sicer pa krivo. Poseben primer krivega gibanja je kroženje, kjer sta tir krožnica, oziroma elipsa. V tem primeru in v primeru gibanj po drugih stožnicah se za tir pogosto rabi tudi izraz órbita, oziroma tirnica.
Tire planetov je prvi proučeval Kepler, ki je odkril svoje zakone za gibanje planetov. Odkril je, da so tiri planetov v Osončju eliptični in ne krožni ali epiciklični, kot so domnevali pred njim. Newton je pokazal, da se lahko Keplerjevi zakoni izpeljejo iz njegovega splošnega gravitacijskega zakona in, da so v splošnem tiri teles, odvisni od gravitacije, konični preseki.